# 303 Josephina

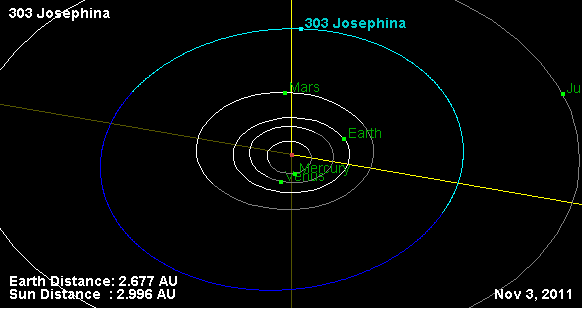
303 Josephina

303 Josephina eller 1948 MA är en asteroid i huvudbältet, som upptäcktes den 12 februari 1891 av den italienske astronomen Elia Millosevich. Upptäckaren uppgav att asteroiden namngivits efter en person som var honom kär.
Josephinas senaste periheliepassage skedde den 11 mars 2022. Dess rotationstid har beräknats till 12,50 timmar.

## Omloppsbana

303 Josephinas omloppsbana.
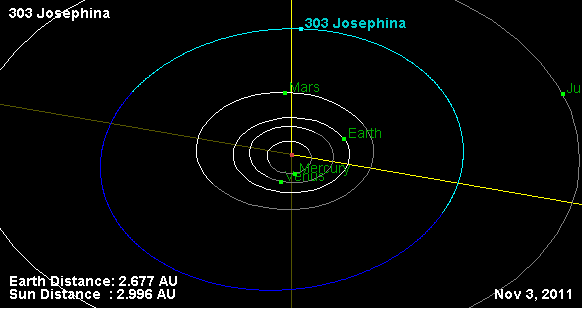